# Zhang Changhong
Zhang Changhong (Shandong, 14 febbraio 2000) è un tiratore a segno cinese, vincitore della medaglia d'oro nella carabina tre posizioni alle Olimpiadi di Tokyo 2020 e siglando anche un nuovo record del mondo.

## Palmarès
- Giochi olimpici

Tokyo 2020: oro nella carabina 50 metri 3 posizioni.